# Milli Bus

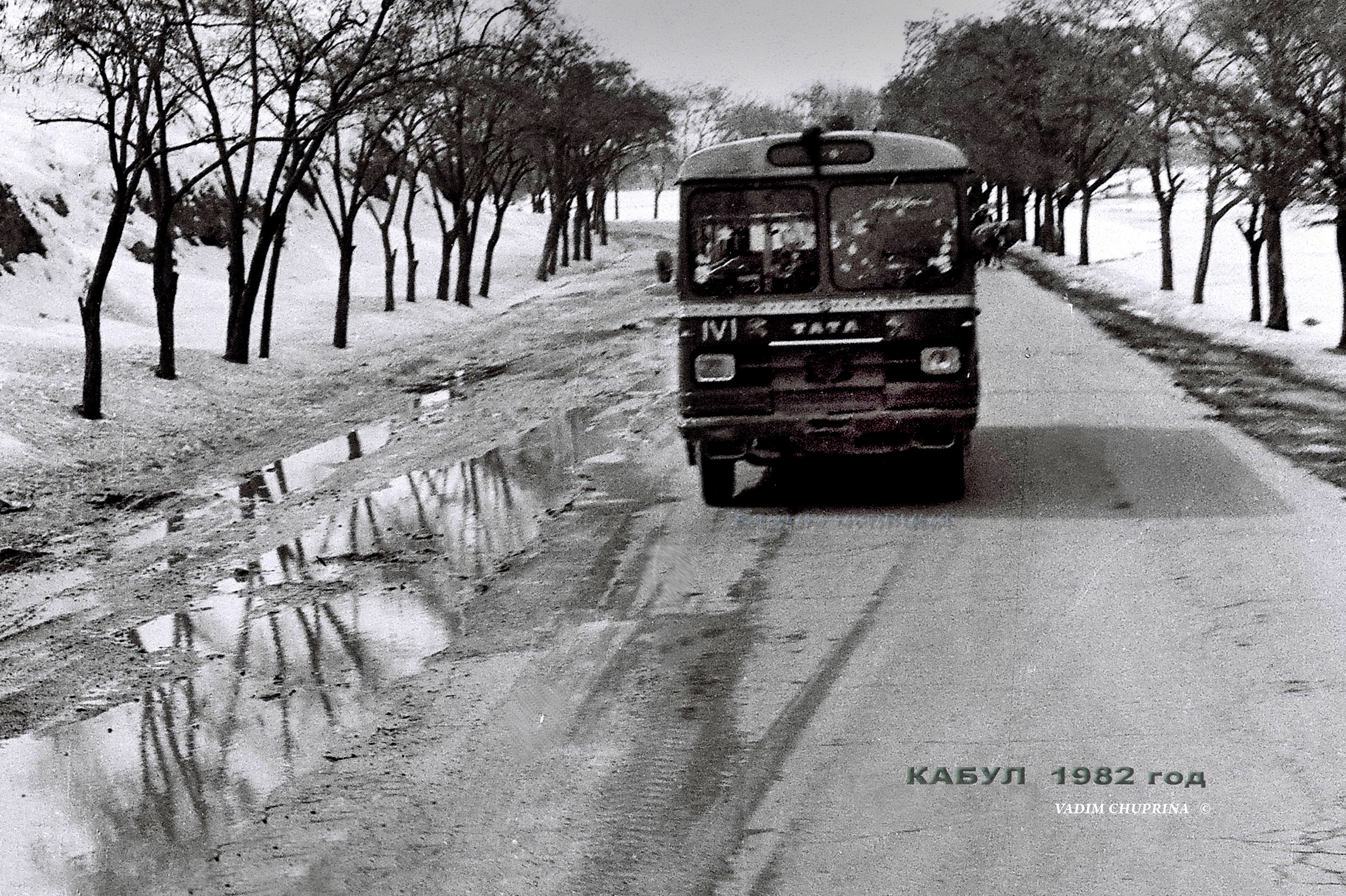
Một chiếc xe buýt Millie Bus của hãng Tata ở Kabul năm 1982.

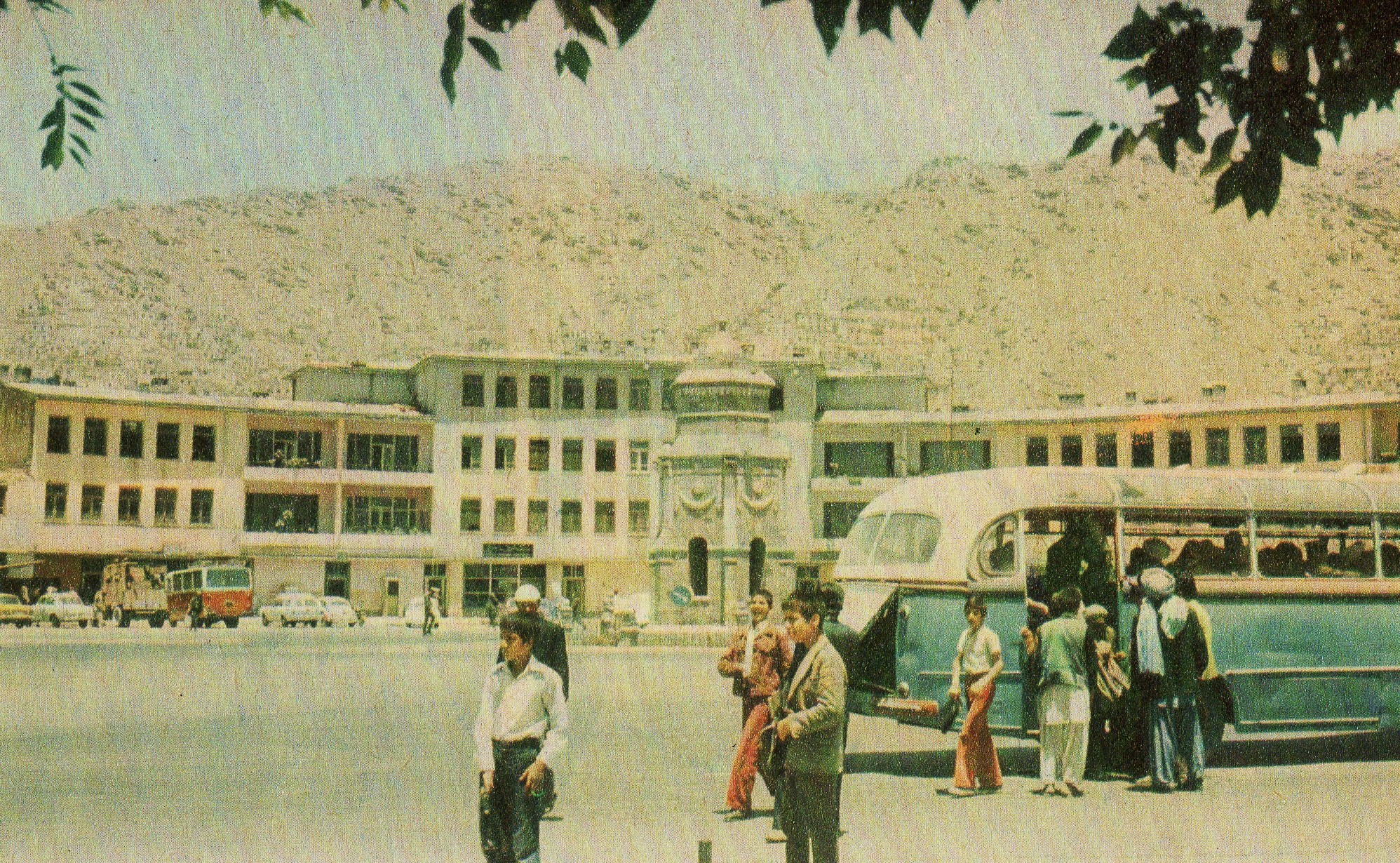
Phía sau chiếc xe buýt Millie Bus ở Kabul năm 1978.

Milli Bus (Pashto/Ba Tư: ملي بس, Xe buýt Quốc gia), còn được đánh vần thành Millie Bus, là dịch vụ xe buýt liên tỉnh do chính phủ điều hành hoạt động trên khắp Afghanistan. Hoạt động này nằm dưới sự quản lý của Bộ Giao thông Vận tải và Hàng không Dân dụng Afghanistan. 

## Hoạt động
Hãng Milli Bus Enterprise là đơn vị chuyên vận hành dịch vụ xe buýt chủ yếu ở Kabul, cùng với các dịch vụ ở những nơi khác bao gồm tỉnh Panjshir, Parwan, Kandahar và Maidan Wardak. Xe buýt Milli là một trong những phương tiện giao thông rẻ nhất ở Kabul, thường dẫn đến tình trạng quá tải trong giờ cao điểm.

## Lịch sử
Milli Bus có từ cuối thập niên 1920. Năm 1979, công ty cũng vận hành hệ thống xe điện bánh hơi. Cơ sở hạ tầng của Millie Bus bao gồm bãi đậu xe, nhà xưởng và khu hành chính đã bị phá hủy sau năm 1992 do cuộc nội chiến bùng nổ ở Kabul. Có thông tin cho rằng vào năm 2001, sau khi chế độ Taliban kết thúc, chỉ có 50 xe buýt vẫn còn hoạt động ở Kabul. Khoảng 1.000 xe buýt nhận được dưới dạng hàng viện trợ từ Ấn Độ, Iran, Nhật Bản và Pakistan trong khoảng thời gian một thập kỷ sau sự sụp đổ của chính phủ Taliban trước đây. Năm 2014, có thông tin cho rằng nhiều xe buýt loại này đều không hoạt động do hỏng hóc và hầu hết chúng đều được nhập khẩu nên việc thiếu phụ tùng thay thế đã cản trở hoạt động sửa chữa. Trong khuôn khổ Dự án Xây dựng Thể chế Quốc gia của Quỹ Phát triển Liên Hợp Quốc, một bộ phận bảo dưỡng được thành lập và nhóm nhân viên, kỹ sư phải trải qua khóa đào tạo về bảo trì xe buýt cũng như các lĩnh vực khác như sát hạch lái xe từ hãng ô tô lớn Tata Motors của Ấn Độ. Năm 2015, hoạt động của Millie Bus ở Kabul là chủ đề của một bộ phim tài liệu từ hãng Ariana Television Network.